# Piergiorgio Welby
(Piergiorgio Welby)
Piergiorgio Welby (Roma, 26 dicembre 1945 – Roma, 20 dicembre 2006) è stato un attivista, giornalista, politico, blogger, poeta e pittore italiano, impegnato per il riconoscimento legale del diritto al rifiuto dell'accanimento terapeutico in Italia e per il diritto all'eutanasia, nonché co-presidente dell'Associazione Luca Coscioni.
Militante del Partito Radicale, Welby divenne noto nel 2006 quando, gravemente ammalato, nei suoi scritti chiese ripetutamente che venissero interrotte le cure che lo tenevano in vita.

## Biografia
Figlio di Alfredo Welby (1910–1998), ex calciatore italo-scozzese della Roma e della Reggina, e di Luciana Cerquetti, fu affetto da distrofia muscolare in forma progressiva (distrofia muscolare di Becker o forse distrofia di Duchenne, secondo altri invece distrofia facio-scapolo-omerale in forma grave) dall'età di 16 anni circa, anche se i primi sintomi risalivano a 10-12 anni. La malattia, nel suo decorso (nonostante il medico che la diagnosticò avesse detto che non avrebbe superato i vent'anni, dato che all'epoca non si conoscevano i decorsi delle varie distrofie), lo costrinse a lasciare la scuola e gradualmente non gli consentì più di camminare, di parlare, di compiere movimenti e di respirare, riducendolo immobile a letto ma lasciandogli sempre la mente lucida. Egli stesso raccontò la sua storia nel libro Lasciatemi morire.

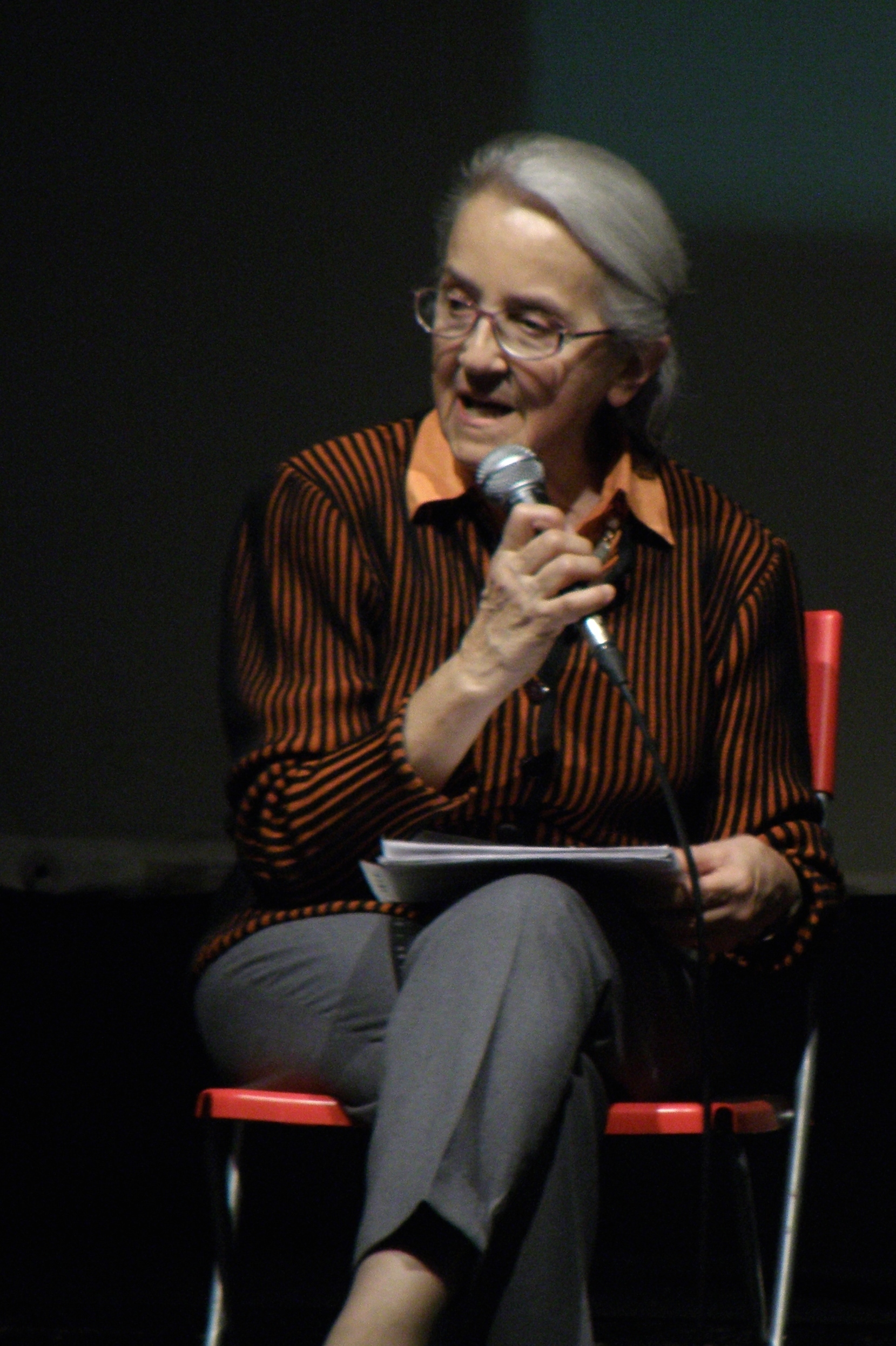
La moglie, Mina Welby, 2011

Durante gli anni sessanta e settanta trovò parziale sollievo dalle sofferenze facendo uso di droghe, dipingendo e scrivendo (anni dopo il The New York Times lo avrebbe definito «poeta»), dedicandosi anche alla caccia, alla pesca e ai cani. Sempre in quegli anni incontrò a Roma la futura moglie, Wilhelmine Schett (San Candido, 31 maggio 1937), poi nota come Mina Welby, che si trovava in gita nella capitale. Si sposarono, in chiesa, qualche anno dopo. Negli anni ottanta le sue condizioni peggiorarono ulteriormente, tanto da necessitare una disintossicazione dalle droghe e per questo fece uso di metadone, che sortì l'effetto desiderato, ma nel frattempo la malattia gli fece perdere l'uso delle gambe.

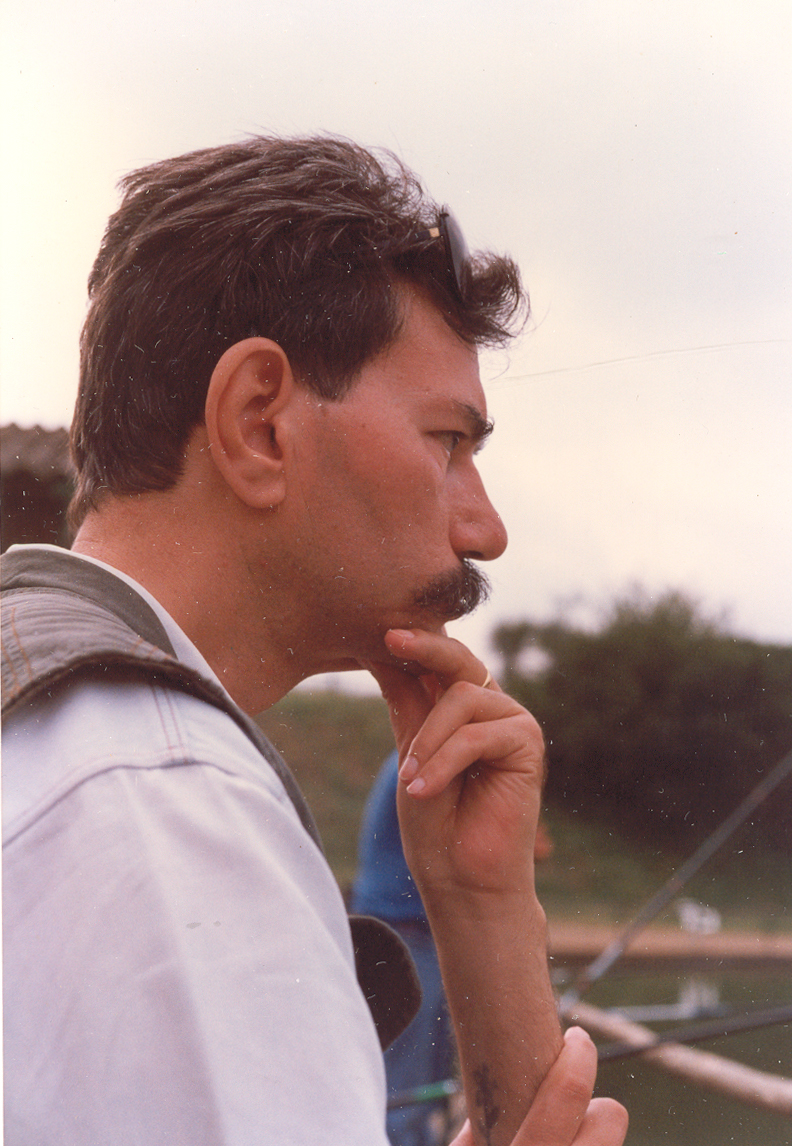
Piergiorgio Welby, da giovane

Fu sua moglie che nel luglio 1997 chiamò i soccorsi in seguito a una crisi respiratoria; per garantirgli la sopravvivenza, venne collegato a un respiratore automatico (benché non fosse favorevole a tale trattamento). In seguito, col suo permesso una volta uscito dal coma, fu sottoposto a una tracheotomia. Questa condizione lo spinse a chiedere più volte che gli venisse «staccata la spina», ma la sua richiesta non fu subito accolta in quanto pareva contrastante con le leggi in vigore.
Per far conoscere la propria situazione aprì nel 2002 un forum sull'eutanasia, in uno spazio concessogli dai Radicali, i quali lo elessero anche come co-presidente dell'Associazione Luca Coscioni, e un blog che curò con la moglie. Sempre sul sito radicale sono raccolti numerosi suoi editoriali. Il 12 aprile 2005, benché incapace di muoversi, fu accompagnato da esponenti del Partito Radicale a votare in occasione del referendum sulla fecondazione assistita. In seguito fu inserita una norma che ha consentito, a partire dalle elezioni della XV Legislatura, di votare ai degenti impossibilitati a recarsi alle urne.
Fu candidato per la Camera dei deputati nelle liste della Rosa nel Pugno per le elezioni politiche del 2006 nella circoscrizione Lazio 1, ma non venne eletto. Morì il 20 dicembre 2006, sei giorni prima del suo 61º compleanno, a seguito del distacco del respiratore artificiale e previa somministrazione di sedativi, dopo che aveva chiesto più volte che venisse posto termine alla sua vita a causa delle sue condizioni.

## Controversie

### Il caso Welby
(Piergiorgio Welby in una lettera inviata al tg3 l'8 dicembre 2006)

Chiese ufficialmente la propria morte nel 2006: il caso di Welby (per alcuni «eutanasia» - precisamente eutanasia passiva, per altri rifiuto dell'«accanimento terapeutico», per altri ancora diritto all'autodeterminazione) - simile a quello di Ramón Sampedro e altri - suscitò in Italia un acceso dibattito sulle questioni di fine vita e, più in generale, sui rapporti tra legge e libertà individuali. Nel settembre 2006 inviò una lettera aperta al Presidente della Repubblica chiedendo il riconoscimento del diritto all'eutanasia, appellandosi alla comprensione del problema, alla "forza e la coerenza del pensiero laico" e al riconoscimento del diritto all'eutanasia già ricevuto in diversi altri stati europei. Giorgio Napolitano rispose auspicando un confronto politico sull'argomento.

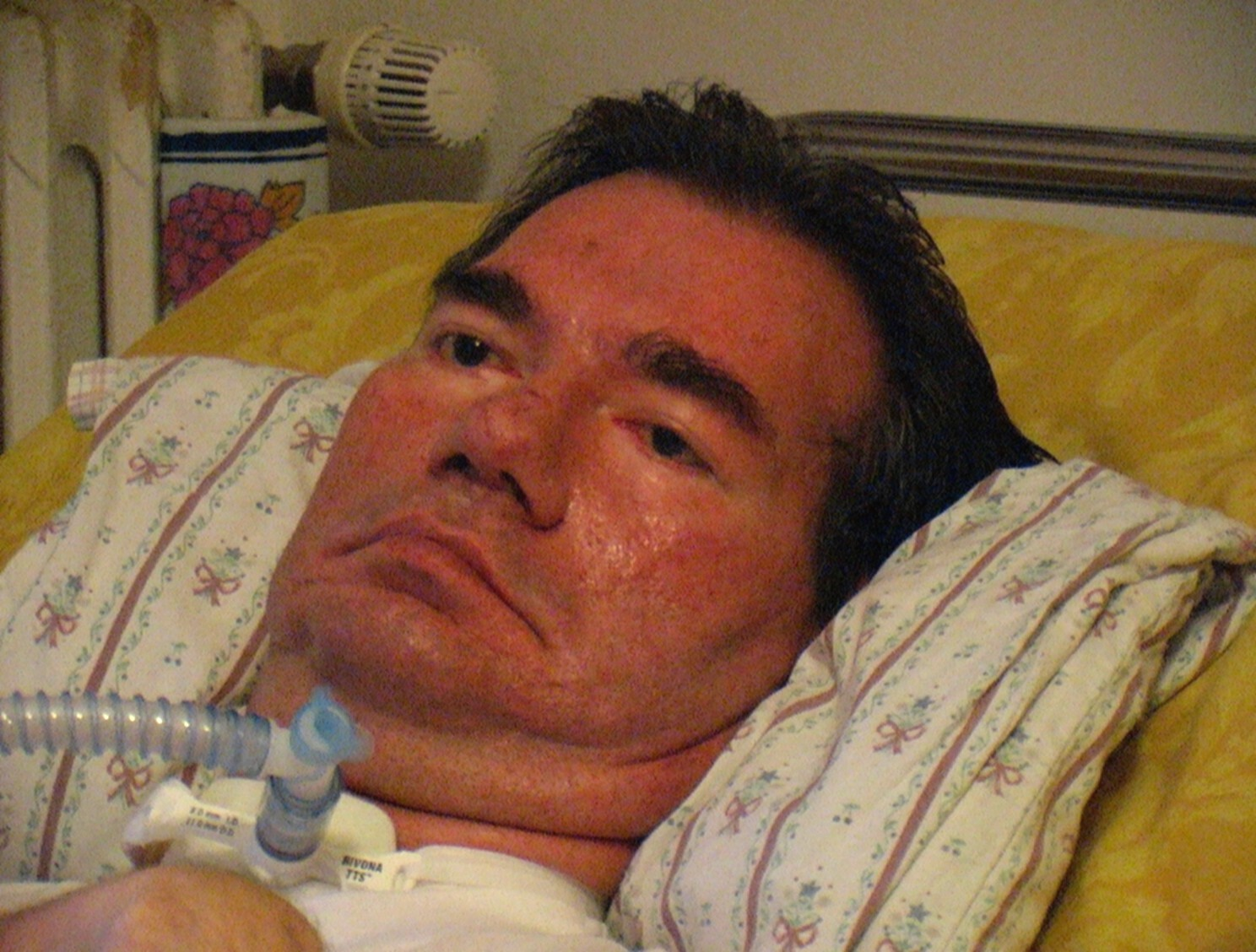
Piergiorgio Welby nello stadio terminale della malattia.

Nel pieno della polemica, suscitò ulteriore scalpore una presunta intervista alla moglie e alla "figlia di Welby", uscita sul quotidiano La Stampa nell'ottobre 2006, nella quale, asseritamente, le due donne si dichiaravano contrarie alla sua richiesta di liberarsi dalle proprie sofferenze, negando altresì qualsiasi contatto con il Partito Radicale e il suo leader Marco Pannella, col quale invece Welby coltivava da anni un rapporto di amicizia. Peraltro Welby e la moglie non avevano avuto alcun figlio, tanto che l'autrice del pezzo, Flavia Amabile, fu costretta a smentire in parte quanto scritto, riconducendo il tutto a «uno spiacevole disguido», pur negando che si trattasse d'una falsa intervista: «Sull'edizione di ieri de “La Stampa” è apparso un articolo a pagina 15 (con citazione in prima pagina) a firma Flavia Amabile nel quale si riporta un'intervista totalmente inventata. La famiglia Welby non ha concesso interviste a La Stampa, né alla suddetta giornalista né ad altri. È totalmente infondata la notizia secondo la quale vi sia una figlia, e quindi che la stessa possa parlare a nome mio e di Piergiorgio» fu il commento di Mina Welby.» 

Logo dell'Associazione Coscioni

La Chiesa cattolica, il 21 novembre 2006, in un messaggio per la 29ª giornata per la vita del 4 febbraio 2007, riaffermò la sua contrarietà all'eutanasia: 
(Consiglio Episcopale Permanente)
Il 5 dicembre 2006 Barbara Pollastrini, ministro per i diritti e le pari Opportunità, chiese «rispetto, comprensione e pietà» nei confronti di Welby. Il 6 dicembre 2006 Livia Turco, ministro della salute, auspicò un intervento del Consiglio superiore di sanità che chiarisse se nel trattamento medico a cui era sottoposto Welby fosse ravvisabile accanimento terapeutico. Il Consiglio diede parere negativo. L'8 dicembre 2006, in una lettera inviata al Tg3, Welby paragonò la sua condizione a quella vissuta da Aldo Moro durante la prigionia.
In un sondaggio promosso dal quotidiano La Repubblica e condotto dalla rivista MicroMega il 64% degli intervistati (il 50% tra i cattolici praticanti ed il 71% tra i cattolici non praticanti) si dichiarò favorevole all'interruzione delle cure mediche per Welby, contro il 20% dei contrari.
Il 16 dicembre 2006 il tribunale di Roma respinse la richiesta dei legali di Welby di porre fine all'accanimento terapeutico, dichiarandola «inammissibile», per via del vuoto legislativo su questa materia. Secondo il giudice esiste il diritto di chiedere l'interruzione della respirazione assistita, previa somministrazione della sedazione terminale, ma è un «diritto non concretamente tutelato dall'ordinamento». Nella stessa giornata si svolsero in 50 città delle veglie a sostegno delle volontà di Welby.

Il 20 dicembre 2006 il cardinale Javier Lozano Barragán, presidente del Pontificio Consiglio per gli operatori sanitari, dichiarò: 
Lo stesso giorno, verso le ore 23:00, dopo essersi congedato da parenti e amici riuniti al suo capezzale e, secondo la sua volontà, è stato sedato e gli è stato staccato il respiratore. Il decesso è stato quindi dichiarato alle 23:45. Il funerale laico venne celebrato il 24 dicembre 2006, in piazza Don Bosco nel quartiere Tuscolano a Roma, di fronte alla chiesa che i familiari avevano scelto per la cerimonia religiosa. Al rito hanno partecipato circa un migliaio di persone, tra cui alcuni esponenti politici di centro sinistra, i quali però hanno dovuto rinunciare al loro discorso in quanto contestati dai presenti.

### Procedimento contro il medico
Il dottor Mario Riccio, anestesista che si occupò di somministrare i sedativi, ha confermato, durante una conferenza stampa tenutasi il giorno successivo, di averlo aiutato a morire alla presenza della moglie Mina, della sorella Carla e dei compagni radicali dell'Associazione Luca Coscioni: Marco Pannella, Marco Cappato e Rita Bernardini. Il 1º febbraio 2007 l'Ordine dei medici di Cremona ha riconosciuto che il dottor Mario Riccio ha agito nella piena legittimità del comportamento etico e professionale, chiudendo la procedura aperta nei suoi confronti. L'8 giugno 2007 il giudice per le indagini preliminari ha comunque imposto al pm l'imputazione del medico per omicidio del consenziente, respingendo la richiesta di archiviazione del caso, ma il 23 luglio 2007 il GUP di Roma, Zaira Secchi, lo ha definitivamente prosciolto ordinando il non luogo a procedere perché il fatto non costituisce reato.
Negli anni successivi la moglie Mina ha continuato il percorso per il riconoscimento legale dell'eutanasia, come battaglia di civiltà e laicità, procedendo con raccolte firme e supportando l'eutanasia di altri individui, pur così incorrendo in processi giudiziari conclusisi poi con l'assoluzione.

### Funerale

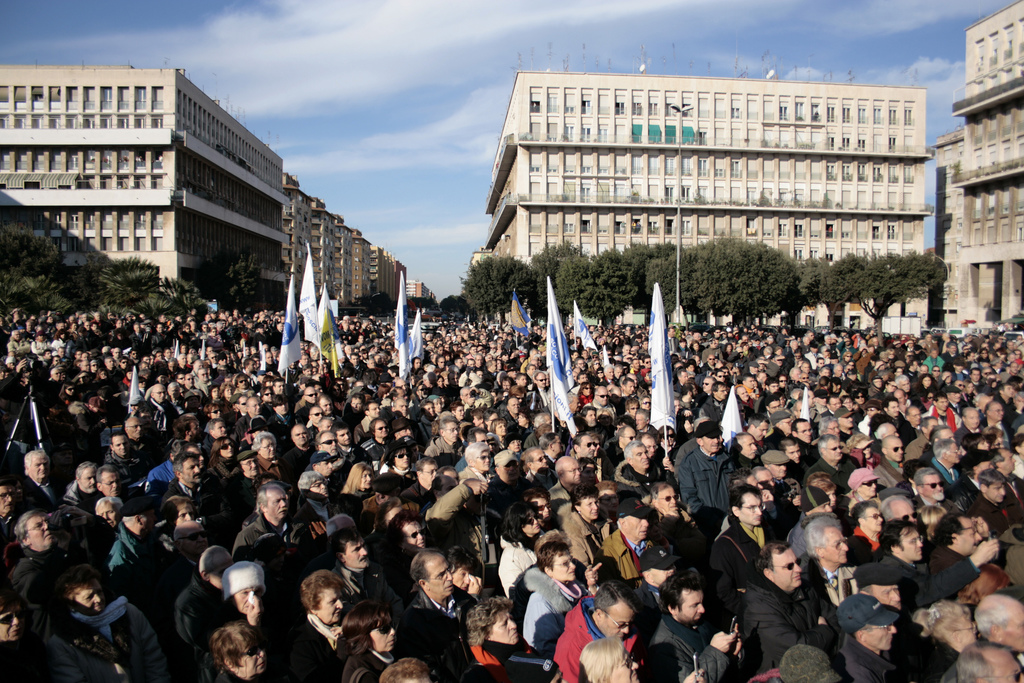
24 dicembre 2006, il funerale laico

Il Vicariato di Roma non concesse a Welby la funzione secondo il rito religioso, senza dunque venire incontro ai desideri della moglie cattolica: 
 Il vicario generale per la diocesi di Roma, cardinal Camillo Ruini, dichiarò di aver preso personalmente la decisione di negare il funerale religioso a Welby: (per la Chiesa) «il suicidio è intrinsecamente negativo», si tende a concedere il funerale religioso presupponendo che sia mancata «la piena avvertenza e il deliberato consenso. [...] Nel caso di Welby era molto difficile, del tutto arbitrario e anche irrispettoso verso di lui dire questo». Ruini ha anche dichiarato «Io spero che Dio abbia accolto Welby per sempre, ma concedere il funerale sarebbe stato come dire "il suicidio è ammesso"». Anche il cardinale Ersilio Tonini, in una intervista, si espresse sulla vicenda affermando che «il suo suicidio è stato concepito e realizzato con l'obiettivo di promuovere una legge sull'eutanasia». Al riguardo, il cardinal Ruini parlò di: 
 Dal punto di vista del diritto penale la questione se egli chiedesse per se stesso l'eutanasia (come ritenuto dal vicariato) o non chiedesse semplicemente, invece, di porre fine all'accanimento terapeutico è stata affrontata dalla magistratura. Questa, il 24 luglio 2007, si è pronunciata per il proscioglimento con formula piena di Mario Riccio, il medico che staccò il respiratore. Nel dispositivo della sentenza il giudice ha fatto riferimento all'articolo 51 del Codice Penale, che prevede la non punibilità per il medico che adempie al dovere di dare seguito alle richieste del malato, compresa quella di rifiutare le terapie sancita dall'articolo 32 della Costituzione.

## Opere
- Piergiorgio Welby, Lasciatemi morire, Rizzoli, 2006, ISBN 88-17-01567-9.
- Piergiorgio Welby, Ocean Terminal, Castelvecchi, 2009, ISBN 978-88-7615-337-2., a cura di Francesco Lioce[51]
- L'ultimo gesto d'amore, il libro di Mina Welby e Pino Giannini - edito da Noubs, 2010, e poi da Marotta&Cafiero, 2016.
- Emanuele Vezzoli e Francesco Lioce, Ocean Terminal Teatro. Dal romanzo di Piergiorgio Welby, WhiteUp 2023, ISBN 979-12-5544-003-1

## Impatto culturale
- La poesie di Gianni D'Elia La cometa di Welby e Le droit de s'en aller (Italia, frammento orfico) sono dedicate a Piergiorgio Welby (la seconda anche ad Eluana Englaro).
- La canzone Legato a te di Simone Cristicchi, tratta dall'album Dall'altra parte del cancello (2007), è ispirata alla vicenda Welby.
- La canzone Ho sognato che volavi, di Marco Turriziani e Vladimir Luxuria è dedicata a Piergiorgio Welby
- Nel 2015 esce Love is All. Piergiorgio Welby, Autoritratto, il documentario per la regia di Francesco Andreotti e Livia Giunti[52][53].
- Il fine vita, di Maurizio Di Masi, 2015. Edito da Ediesse è ispirato alla vicenda di Welby
- Ocean Terminal, il monologo di Emanuele Vezzoli, è un adattamento teatrale dell'omonimo romanzo di Piergiorgio Welby[54]
- IrriducibilMente: l’attività grafica e pittorica di Piergiorgio Welby (8.10.2016 – 21.1.2017), la mostra presentata all’Art Forum Würth Capena (Rm) per far conoscere un aspetto poco noto della poliedrica personalità di Piergiorgio Welby: la sua attività grafica e pittorica.
- Histoire d'une larme, film di Giovanni Coda del 2021, liberamente ispirato al libro "Ocean Terminal" di Piergiorgio Welby.
- Francesco Lioce, Welby Piergiorgio, in Dizionario Biografico degli Italiani, Istituito della Enciclopedia Italiana Treccani, Roma, 2020, vol. C, pp. 210–212. ISBN 978-88-12-00032-6